# Leucania leucophlebia
Leucania leucophlebia är en fjärilsart som beskrevs av George Francis Hampson 1918. Leucania leucophlebia ingår i släktet Leucania och familjen nattflyn. Inga underarter finns listade i Catalogue of Life.